# Leichtathletik-Weltmeisterschaften 2015/Teilnehmer (Indien)
| Gelbes Symbol für Goldmedaillen mit stilisierten Olympischen Ringen | Graues Symbol für Silbermedaillen mit stilisierten Olympischen Ringen | Braundes Symbol für Bronzemedaillen mit stilisierten Olympischen Ringen |
| ------------------------------------------------------------------- | --------------------------------------------------------------------- | ----------------------------------------------------------------------- |
| —                                                                   | —                                                                     | —                                                                       |

Der Leichtathletikverband Indiens nominierte 18 Athleten für die Leichtathletik-Weltmeisterschaften 2015 in der chinesischen Hauptstadt Peking.

## Ergebnisse

### Männer

#### Laufdisziplinen
| Athlet          | Disziplin   | Vorlauf | Vorlauf | Halbfinale | Halbfinale | Finale    | Finale |
| Athlet          | Disziplin   | Zeit    | Platz   | Zeit       | Platz      | Zeit      | Platz  |
| --------------- | ----------- | ------- | ------- | ---------- | ---------- | --------- | ------ |
| Gurmeet Singh   | 20 km Gehen |         |         |            |            | 1:25:22 h | 35     |
| Chandan Singh   | 20 km Gehen |         |         |            |            | 1:26:40 h | 41     |
| Baljinder Singh | 20 km Gehen |         |         |            |            | DNF       | DNF    |
| Sandeep Kumar   | 50 km Gehen |         |         |            |            | 3:57:03 h | 26     |
| Manish Singh    | 50 km Gehen |         |         |            |            | 3:57:11 h | 27     |

#### Sprung/Wurf
| Athlet          | Disziplin   | Qualifikation | Qualifikation | Finale     | Finale |
| Athlet          | Disziplin   | Weite/Höhe    | Platz         | Weite/Höhe | Platz  |
| --------------- | ----------- | ------------- | ------------- | ---------- | ------ |
| Inderjeet Singh | Kugelstoßen | 20,47 m       | 8             | 19,52 m    | 11     |
| Vikas Gowda     | Diskuswurf  | 63,86 m       | 7             | 62,24 m    | 9      |

### Frauen

#### Laufdisziplinen
| Athletin                                                                               | Disziplin        | Vorlauf     | Vorlauf | Halbfinale         | Halbfinale         | Finale             | Finale             |
| Athletin                                                                               | Disziplin        | Zeit        | Platz   | Zeit               | Platz              | Zeit               | Platz              |
| -------------------------------------------------------------------------------------- | ---------------- | ----------- | ------- | ------------------ | ------------------ | ------------------ | ------------------ |
| Tintu Lukka                                                                            | 800 m            | 2:00,95 min | 19      | nicht qualifiziert | nicht qualifiziert | nicht qualifiziert | nicht qualifiziert |
| Lalita Babar                                                                           | Marathon         |             |         |                    |                    | DNS                | DNS                |
| Lalita Babar                                                                           | 3000 m Hindernis | 9:27,86 min | 8       |                    |                    | 9:29,64 min        | 8                  |
| Jaisha Orchatteri                                                                      | Marathon         |             |         |                    |                    | 2:34:43 h          | 18                 |
| Sudha Singh                                                                            | Marathon         |             |         |                    |                    | 2:35:35 h          | 19                 |
| Priyanka Pawar Anu Raghavan Tintu Lukka M. R. Poovamma Debashree Mazumdar Jisna Mathew | 4 × 400 m        | 3:29,08 min | 14      |                    |                    | nicht qualifiziert | nicht qualifiziert |
| Khushbir Kaur                                                                          | 20 km Gehen      |             |         |                    |                    | 1:38:53 h          | 37                 |
| Sapana Sapana                                                                          | 20 km Gehen      |             |         |                    |                    | DSQ                | DSQ                |